# On purge bébé!
On purge bébé! (deutsch etwa: „Man verabreiche Baby ein Abführmittel!“) ist eine Oper in einem Akt von Philippe Boesmans (Musik) mit einem Libretto von Richard Brunal nach Georges Feydeaus gleichnamigem Vaudeville (deutscher Titel: Baby hat nichts gemacht) aus dem Jahr 1910. Da Boesmans die Komposition vor seinem Tod im Juni 2022 nicht abschließen konnte, wurde sie von Benoît Mernier fertiggestellt und am 13. Dezember 2022 postum im Brüsseler Opernhaus La Monnaie/De Munt uraufgeführt.

## Handlung
Das Arbeitszimmer von Bastien Follavoine
Szene 1. Der Porzellanfabrikant Bastien Follavoine sucht vergeblich in seinem Lexikon nach dem Eintrag für die Hebriden, den er aufgrund von Besonderheiten der französischen Sprache unter dem Buchstaben „Z“ vermutet. Er ruft nach seiner Frau Julie, um sie danach zu fragen.
Szene 2. Die nachlässig gekleidete Julie ein. Sie hält einen Toiletteneimer in der Hand, über den sich Bastien aufregt. Er hat sie beim Putzen unterbrochen. Als er ihr erklärt, dass ihr gemeinsamer siebenjähriger Sohn Toto (genannt „Bébé“, ‚Baby‘) wissen wollte, wo die Hebriden liegen, er sie aber unter „Z“ nicht finden konnte, lacht Julie ihn aus. Sie ist sich sicher, dass er unter „E“ stehe, findet dort aber auch nichts. Schließlich fällt Bastien die richtige Lösung „H“ ein. Nach einem kurzen Streit teilt Bastien seiner Frau mit, dass Aristide Chouilloux zum Mittagessen vorbeikommen werde, um über ihr neues gemeinsames Projekt zu sprechen. Er hoffe auf einen Großauftrag für seine neuen Nachttöpfe aus unzerbrechlichem Porzellan. Chouilloux wurde vom Staat beauftragt, das Modell für die französischen Soldaten auszuwählen. Als alleiniger Lieferant hätte Bastien finanziell ausgesorgt. Auch Chouilloux’ Frau Clémence und ihr Liebhaber Horace Truchet werden kommen. Zwischendurch erzählt Julie, dass ihr Sohn eine Verstopfung habe. Er habe „es“ am Morgen vier Mal vergeblich versucht. Bastien meint, man müsse ihm wohl ein Abführmittel verabreichen (französisch: „purger“). Julie sieht ein Drama voraus.
Szene 3. Chouilloux’ Ankunft unterbricht das Gespräch. Bastien weist ihn auf die Vorzüge seiner Nachttöpfe hin und will ihm sogleich deren Unzerbrechlichkeit vorführen. Seine beiden Versuche schlagen jedoch fehl: Die Töpfe zerbrechen. Bastien kann sich das nicht erklären und versucht, sich herauszureden.
Szene 4. Julie kehrt zurück, um ihren Mann um Hilfe zu bitten. Es gelingt ihr einfach nicht, Bébé das Abführmittel zu geben. Chouilloux ist von diesem Thema fasziniert und erzählt den beiden von seinen eigenen Verdauungsproblemen und deren Behandlung bei einer Kur in Plombières. Davon will Julie nichts hören. Sie zieht sich verärgert zurück.
Szene 5. Bastien und Chouilloux kommentieren belustigt Julies Verhalten.
Szene 6. Julie bringt Toto und das Abführmittel, das ihm nun sein Vater in Gegenwart des Gastes verabreichen soll. Bastien erklärt Chouilloux, dass der Name des Kindes „Toto“, die Kurzform von „Hervé“, sei. Man versucht es vergeblich mit Bestechung. Toto nimmt zwar das versprochene Bonbon, aber nicht das Medikament. Julie schlägt vor, dass Bastien ebenfalls ein Glas des Mittels trinken sollte, um Toto ein Beispiel zu geben. Toto aber besteht darauf, dass nicht sein Vater, sondern Chouilloux es nimmt. Als der sich weigert, kommt es zum Streit. Julie nennt Chouilloux einen „Cocu“ (Hahnrei) und deutet damit an, dass sie von dem Verhältnis seiner Frau mit Truchet wisse. Davon ist Chouilloux so entsetzt, dass er vor Schreck nach dem nächsten Glas greift und von dem Abführmittel trinkt. Die Wirkung tritt sofort ein. Er eilt zur Toilette.
Szene 7. Bastien macht seiner Frau Vorwürfe, Toto will wissen, was ein Hahnrei sei, und Julie beklagt sich über Chouilloux’ Krankheitsgeschichten.
Szene 8. Jetzt trifft auch Madame Chouilloux mit Truchet ein, den sie als ihren Cousin vorstellt. Als sie nach ihrem Mann fragt, der noch immer auf der Toilette ist, nennt Toto diesen einen „Cocu“. Julie versucht, die Situation zu retten, indem sie behauptet, er habe von einem Angestellten ihres Mannes mit dem Namen „Lecocu“ gesprochen.
Szene 9. Nach seiner Rückkehr vom Bad wirft Chouilloux seiner Frau Ehebruch vor und beschuldigt Truchet des Verrats an ihrer Freundschaft. Der von ihm als Zeuge angerufene Bastien leugnet alles. Daraufhin verlässt Chouilloux wütend das Haus. Seine Frau folgt ihm. Truchet gibt Bastien die Schuld an dieser Entwicklung, gibt ihm eine Ohrfeige und geht ebenfalls. Auch Julie macht Bastien Vorwürfe. Empört darüber trinkt Bastien das andere Glas Abführmittel und rast wie ein Irrer zur Toilette.
Szene 10. Toto zeigt seiner Mutter das leere Glas und behauptet zu ihrer großen Erleichterung, er habe es getrunken. Bastien ist nun alles egal. Er würde am liebsten ausziehen. Nachdem seine Eltern das Zimmer verlassen haben, ruft Toto ihnen die Frage nach, wo denn nun die Hebriden liegen.

## Gestaltung

### Orchester
Die Orchesterbesetzung der Oper umfasst die folgenden Instrumente:
- Holzbläser: zwei Flöten (auch Altflöte Piccolo), zwei Oboen (auch Englischhorn), zwei Klarinetten (auch Es-Klarinette), zwei Fagotte (auch Kontrafagott)
- Blechbläser: zwei Hörner, zwei Trompeten, eine Posaune
- Pauken und Schlagzeug (vier Spieler)
- Harfe
- Klavier, Celesta
- Streicher (solistisch): eine Violine 1, eine Violine 2, zwei Bratschen, zwei Violoncelli, Kontrabass

### Musik
Am Anfang der Oper gibt es passend zum Text ein Zitat der Ouvertüre Die Hebriden von Felix Mendelssohn Bartholdy. Die Wiederaufnahme dieses Themas am Schluss war eine Idee Boesmans’, die in Feydeaus Vorlage fehlt. Boesmans meinte, dass Bébé das letzte Wort der Oper haben sollte, nachdem er seine Familie ins Chaos gestürzt habe. Die Wiederholung klingt aber so verdreht, dass sie an das Motiv aus Richard Strauss Salome erinnert, zu dem dort die Prinzessin lustvoll in die toten Augen Jochanaans blickt.
Ein weiteres Zitat gibt es, als Follavoine seinen angeblich unzerbrechlichen Nachttopf präsentiert. An dieser Stelle erklingt das Leitmotiv des Grals aus Richard Wagners Parsifal, um die Komik der Szene zu verstärken. Den Rezensenten Michael Kaminski erinnerte ein banaler Dialog der Eltern an ein Liebesduett in der Art Jules Massenets. Insgesamt überwiege aber ein „munter-kantables Parlando, das sich wiederholt melodisch eingängig aufschwingt“.

## Werkgeschichte
On purge bébé! ist die letzte Oper des belgischen Komponisten Philippe Boesmans. Das Libretto verfasste Richard Brunal nach dem gleichnamigen Vaudeville (deutscher Titel: Baby hat nichts gemacht) von Georges Feydeau aus dem Jahr 1910. Wie Boesmans im Februar 2023 einigen Freunden mitteilte, hatte er sich ausdrücklich gewünscht, dass seine letzte Oper eine lustige sein solle. Er habe mit „totaler Leichtigkeit (légèreté) und Nachlässigkeit (insouciance) schließen [wollen], mit dem völligen Verzicht auf jegliche Bosheit (méchanceté), Poesie und auf Spiritualität“. Nach seinem Tod zwei Monate später vollendete, wie von ihm gewünscht, sein vormaliger Schüler Benoît Mernier die Partitur. Die beiden hatten bereits bei Boesmans’ Oper Au monde zusammengearbeitet. Bei On purge bébé! wurde Mernier vom Librettisten Brunel und dem Dirigenten Sylvain Cambreling unterstützt. Er korrigierte die bereits von Boesmans fertiggestellten Teile, die bis zur Mitte der neunten Szene reichten, und steuerte selbst ungefähr 10 % der Komposition bei, wobei er sich von Boesmans’ Skizzen inspirieren ließ.
Die Uraufführung fand am 13. Dezember 2022 im Brüsseler Opernhaus La Monnaie/De Munt unter der Leitung von Bassem Akiki in einer Inszenierung von Richard Brunel statt. Das Bühnenbild stammte von Etienne Pluss, die Kostüme von Bruno de Lavenère und das Lichtdesign von Laurent Castaingt. Die Darsteller waren Jean-Sebastien Bou (Bastien Follavoine), Jodie Devos (Julie Follavoine), Denzil Delaere (Aristide Chouilloux), Sophie Pondjiclis (Clémence Chouilloux), Jérôme Varnier (Horace Truchet), Tibor Ockenfels (Toto, Schauspieler) und Martin da Silva Magalhães (Toto, Kind). Es handelte sich um eine Koproduktion der Opéra National de Lyon, die das Werk im Juni 2023 zeigte, und des Théâtre du Châtelet Paris.
Arte Concert stellte einen Mitschnitt vom 15. Dezember als Videostream im Internet bereit.
Die Oper kam bei der Kritik gut an. Der Rezensent der Opernwelt lobte auch die Inszenierung und die musikalische Darbietung und meinte, es sei „insgesamt ein sehr heiterer Abend“ gewesen. Zur CD-Veröffentlichung des Mitschnitts schrieb Jürgen Otten: „Boesmans’ Musik wirkt in dieser Geschichte wie ein Aphrodisiakum. Sie ist geistreich, gewitzt und ironisch, springt munter durch Stile, Formen und Gesten, kommentiert sarkastisch, was den Figuren (und ihren Beziehungen zueinander) widerfährt, und bekundet gerade in ihren gezackten Gesangslinien eine enorme Virtuosität, die insbesondere Jodie Devos zu brillanten Ausflügen ins vokale Gebirg’ nutzt“.
Der Rezensent von OperaWire fand, die Musik platze vor klanglicher Hyperaktivität. Die Musiksprache sei „cartoonmäßig lebhaft“ („Cartoonishly mercurial“) in der Art von Maurice Ravels L’enfant et les sortilèges oder Francis Poulencs Les mamelles de Tirésias, mit denen es gut kombiniert werden könnte.

## Aufnahmen
- 15./26. Dezember 2022 – Bassem Akiki (Dirigent), La Monnaie Symphony Orchestra.
 Jean-Sebastien Bou (Bastien Follavoine), Jodie Devos (Julie Follavoine), Denzil Delaere (Aristide Chouilloux), Sophie Pondjiclis (Clémence Chouilloux), Jérôme Varnier (Horace Truchet), Martin da Silva Magalhães (Toto).
 CD und Video; live aus dem Brüsseler Opernhaus La Monnaie/De Munt.
 Outhere Fuga Libera FUG 818 (CD); Videostream auf Arte Concert.[10][11][6]